# Przełęcz Niedźwiedzia
Przełęcz Niedźwiedzia (594 m n.p.m.) – przełęcz w Sudetach Środkowych, w południowo-wschodniej części Gór Wałbrzyskich.

## Położenie
Przełęcz położona jest w północnej części Gór Czarnych w Sudetach Środkowych, około 2,35 km na południowy wschód od centrum miejscowości Dziećmorowice i 3,1 km na południowy zachód od miejscowości Zagórze Śląskie.

## Fizjografia
Przełęcz stanowi wyraźne, rozległe bezleśne obniżenie, wcinające się w północną część grzbietu Gór Czarnych zbudowanego z gnejsów i migmatytów zaliczanych do gnejsów bloku sowiogórskiego. Przełęcz oddziela wzniesienie Klasztorzysko (631 m n.p.m.) po północnej stronie od Szerzawy (628 m n.p.m.) położonej po południowej stronie przełęczy. Przełęcz charakteryzuje się symetrycznymi i łagodnie nachylonymi skrzydłami oraz średnio stromymi podejściami. Oś przełęczy przebiega na kierunku NW – SE. Najbliższe otoczenie przełęczy w większości zajmują rozległe górskie łąki, pastwiska i nieużytki. Przełęcz położona jest na obszarze Parku Krajobrazowego Sudetów Wałbrzyskich na południowy wschód od dzielnicy Wałbrzycha Rusinowa. W dolnej części przełęczy po południowej stronie położona jest miejscowość Podlesie, a po południowo-wschodniej stronie miejscowość Niedźwiedzica. Rejon przełęczy jest bardzo widokowy, a sama przełęcz stanowi punkt widokowy, z którego roztacza się rozległa panorama na Góry Sowie, Wielką Sowę z wieżą widokową, Góry Suche, Góry Wałbrzyskie i pobliskie miejscowości. W bliskiej odległości od przełęczy po wschodniej stronie znajduje się źródło potoku Mydlana Woda.

## Inne
- W najbliższym otoczeniu przełęczy na południowym skrzydle stoją dwa maszty-przekaźniki telefonii komórkowej.
- Przełęcz stanowi najwyżej położone miejsce widokowe w północnej części Gór Czarnych.

## Turystyka
Przez przełęcz prowadzą szlaki turystyczne:
- niebieski – z Wałbrzycha do Zagórza Śląskiego[3]